# Troje VI-VII

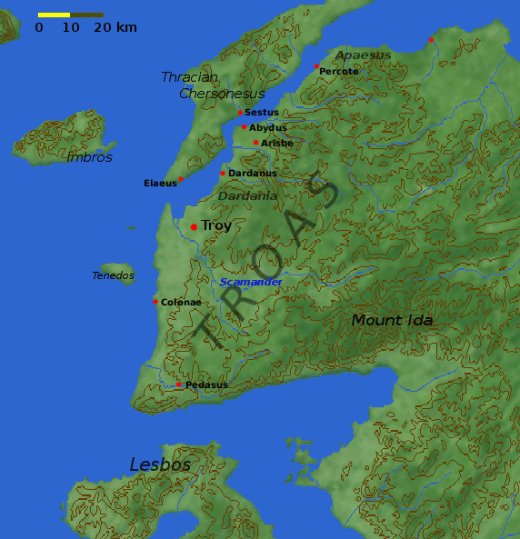

Troje VI en Troje VII zijn de archeologische bouwlagen van de stad Troje, die dateren van ca. 1700 v.Chr. toen de stad opnieuw bewoond werd tot ca. 950 v.Chr. De periode komt overeen met het einde van de Bronstijd.

## Troje VI
Gedurende de periode van Troje VI (ca. 1700-1240 v.Chr.) groeide het uit tot een rijke en machtige stad, strategisch altijd al gewaardeerd om haar positie aan de belangrijke handelsweg tussen de Egeïsche Zee en de Zwarte Zee via de Bosporus.

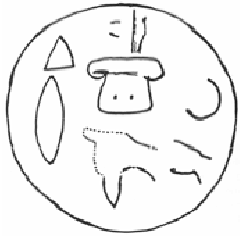
Zegel gevonden in Troje laag VIIb, met Luwische hiërogliefen.

Op het hoogste punt van de stad werd een imposante burcht gebouwd met brede straten en meerdere losstaande paleisgebouwen. Ten zuiden hiervan lag het grote woongebied. Rond de burcht bevond zich een grote, sterke muur. Een tweede muur beschermde de omliggende stad. Troje was een rijke en relatief grote stad. De stadsmuur van deze periode is een ruwe cirkel met een doorsnee van ongeveer 250 m. Het inwoneraantal wordt op 6000-12000 geschat.
Er is uit deze periode veel keramiek gevonden, mooie stukken van divers fabricaat, sommige import, sommige uit Troje zelf. Het meest voorkomend is het zogenaamde grauwminische aardewerk, fijn bewerkt aardewerk waaraan (bewust) een metaalgrijze kleur gegeven is. Er zijn niet veel metalen voorwerpen gevonden - metaal was ongetwijfeld zo kostbaar dat metalen voorwerpen wanneer ze niet meer bruikbaar waren, werden omgesmolten, en niet weggegooid.

## Troje VII
Rond 1240 v.Chr. werd Troje zwaar getroffen. Carl Blegen weet dit aan een aardbeving, maar thans betwijfelt men dit. Vooral de citadel werd geraakt. Er werd wel herbouwd (Troje VIIa) in een andere stijl: geen grote, vrijstaande paleisgebouwen, maar een groter aantal woningen. Blijkbaar verhuisden mensen van de onderstad, buiten de burcht, naar de burcht zelf. Of hier een natuurramp, een oorlog of een interne opstand heeft gewoed is onbekend. Wellicht is het een combinatie van deze factoren die Troje VII heeft verwoest.
Bij een onderzoek in 1992 onder leiding van Korfmann en Rose werden stenen en houten huizen in behoorlijke staat ontdekt voor de toegang tot het fort (de zuiderpoort) en bij de oostertoren. Deze huizen dateren uit Troje VI en VIIa.

### Troje VIIa

Dwarsdoorsnede van Troje
Troje VI

Plattegrond van Troje met de belangrijkste gevonden bebouwing
Troje VI
Troje VII

Rond 1180 v.Chr. werd Troje ingenomen, geplunderd en in brand gestoken, zoals vele andere steden in deze tijd: de neergang aan het einde van de Late Bronstijd. De verwoesting van Troje VIIa wordt door Blegen aangezien als de Trojaanse Oorlog. De tijd komt overeen met de data die vanuit diverse bronnen voor de Trojaanse Oorlog worden gegeven (1209-1194 v.Chr.). Toch lijkt het niet waarschijnlijk dat de Grieken in deze periode een lange oorlog met Troje zouden uitvechten, aangezien er in het hele gebied rond de Egeïsche zee dreiging was van de zeevolkeren. Het is dus mogelijk dat deze ook Troje VIIa hebben vernietigd.

### Troje VIIb
Of Troje meteen opnieuw werd bevolkt, of pas enige jaren later, is niet bekend. Het lijkt erop dat de nieuwe bewoners (Troje VIIb) een gemengde bevolking vormden, met zowel oude bewoners van Troje als nieuwe groepen. Nieuwe huizen werden gebouwd, van hetzelfde type als voorheen, maar niet op dezelfde fundamenten, die lagen te diep. In de burcht en dicht eromheen stonden nu veel huizen dicht op elkaar, maar de verder weg gelegen delen van de 'benedenstad' werden niet meer gebruikt.
Troje bleef een handelscentrum, hoewel zeker niet zo groots als voorheen. Er werd handel gedreven met het Zwarte Zeegebied, Anatolië en Griekenland. Rond 950 v.Chr. (datum onzeker) werd Troje opnieuw bij een aanval verwoest, en nu werd het wel verlaten. Ruim 200 jaar lang was de bevolking van Troje slechts zeer klein.